# Камерунско-чадские отношения
Камерунско-чадские отношения — двусторонние дипломатические отношения между Камеруном и Чадом. Протяжённость государственной границы между странами составляет 1116 км.

## История
На протяжении десятилетий Камерун является для Чада важным соседом и союзником. У Чада отсутствует выход к морю и ограничена возможность пользоваться воздушным транспортом, поэтому для этой страны Камерун является очень важным партнёром. Между Яунде и Нджаменой налажено железнодорожное и автомобильное сообщение, через которое осуществляется поставка военной и продовольственной помощи в Чад. В 1980-х годах Камерун стал ещё более важным торговым партнером, после неудачных попыток Чада в 1970-х заключить многосторонние торговые соглашения с Республикой Конго и Центральноафриканской Республикой. В 1987 году Камерун стал третьим по величине торговым партнёром Чада после Франции и США, основными
экспортными товарами являлись: хлопок и сельскохозяйственная продукция.
В конце 1970-х годов камерунский город Куссери стал одним из главных пунктов прибытия для беженцев из Чада. Население города увеличилось с 10 000 в 1979 году до 100 000 в 1980 году. Тогда правительство Камеруна призвало Францию увеличить военную помощь Чаду, чтобы остановить продвижение ливийских войск, так как политики Камеруна опасались начала прямой конфронтации с ливийскими войсками, а также притока оружия и беженцев из Чада. Ситуация в беженских лагерях тщательно отслеживалась чадской спецслужбой DDS при режиме Хиссена Хабре, контролировалась также контрабандная торговля
В июле 2003 года был построен Камерунско-чадский нефтепровод, строительство которого финансировалось нефтяной компанией ExxonMobil и обошлось ей в 3,7 млрд. долларов США. Протяженность нефтепровода более 600 миль, нефть доставляется из чадского нефтяного месторождения возле Добы к камерунскому порту в Дуале.